# 페체네그어
페체네그어는 동유럽에 살던 페체네그인이 사용하던 사라진 언어다. 투르크 민족 오구즈 분파의 일원으로 생각되지만, 문헌 부족과 후계 언어의 부재 때문에 언어학자들은 명확한 분류를 하지 못하는 실정이나 오구즈어에 속하는 것은 확신하고 있다. 그러나 그 이상의 정확한 것은 알 수 없다. 페체네그어는 12세기에 사멸하였다.